# دوائر ولاية برج بوعريريج
قائمة الدوائر في ولاية برج بوعريريج حسب توزيعها على البلديات مع الرمز البريدي وتعداد السكان.

## الدوائر

دوائر ولاية برج بوعريريج

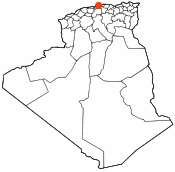
برج بوعريريج

| الرقم   | اسم الدائرة        | عدد البلديات | عدد السكان |
| ------- | ------------------ | ------------ | ---------- |
| 01      | دائرة برج بوعريريج | 1            | 60 652     |
| 02      | دائرة رأس الوادي   | 3            | 126 886    |
| 03      | دائرة برج زمورة    | 3            | 135 416    |
| 04      | دائرة المنصورة     | 5            | 56 162     |
| 05      | دائرة مجانة        | 4            | 60 258     |
| 06      | دائرة الحمادية     | 4            | 88 117     |
| 07      | دائرة عين تاغروت   | 2            | 181 634    |
| 08      | دائرة بئر قصد علي  | 3            | 30 116     |
| 09      | دائرة الجعافرة     | 4            | 42 834     |
| 10      | دائرة برج الغدير   | 5            | 42 834     |
| المجموع | ولاية برج بوعريريج | 34           | 802 083    |

### مواضيع ذات صلة
- وزارة الداخلية الجزائرية
- ولاية برج بوعريريج
- بلديات ولاية برج بوعريريج
- قائمة بلديات الجزائر
- دوائر الجزائر
- دوائر ولاية بجاية
- دوائر ولاية البويرة
- دوائر ولاية تيزي وزو
- دوائر ولاية بومرداس
- بلديات ولاية الجزائر

### وصلات خارجية
- الموقع الرسمي لوزارة الداخلية الجزائرية